# فیل رو
فیل رو (به انگلیسی: Phil Roe) نمایندهٔ حوزه انتخابیه یازدهم تنسی از حزب جمهوری‌خواه ایالات متحده آمریکا در مجلس نمایندگان ایالات متحده آمریکا است که برای نخستین‌بار در ۲۴ ژانویه ۲۰۰۹ میلادی به‌عضویت این مجلس درآمد.